# فرانك جونسون
فرانك جونسون (بالإنجليزية: Joseph Colin Francis Johnson)‏ هو صحفي ومالك صحيفة ‏ وشخصية أعمال ورئيس تحرير صحيفة وسياسي بريطاني وأسترالي (وحمل سابقاً جنسية المملكة المتحدة لبريطانيا العظمى وأيرلندا)، ولد في 12 فبراير 1848 في أديلايد في أستراليا، وتوفي في 18 يونيو 1904 في أستراليا. انتخب عضو مجلس النواب جنوب أستراليا من الجمعية عن دائرة Electoral district of Onkaparinga ‏ وقد انضم خلال فترته النيابية (8 أبريل 1884 – 24 أبريل 1896)  للكتلة البرلمانية مستقل.